# Olympiade van het volk
De Olympiade van het volk was een sportmanifestatie die werd gepland door het Volksfront in de Spaanse stad Barcelona in 1936. Ze zou doorgaan in het stadion dat anno 2012 het Olympisch stadion Lluís Companys wordt genoemd.
Deze alternatieve spelen, die zouden doorgaan tussen 19 en 26 juli, waren bedoeld als protest tegen de Olympische Zomerspelen 1936 die in Berlijn werden gehouden. Duitsland leefde toen onder het nazi bewind van Adolf Hitler. Het Volksfront was via verkiezingen in februari 1936 aan de macht gekomen.
Naast de gebruikelijke sporten zouden ook schaken, volksdansen, muziek en theater aan bod komen. 6000 atleten uit 22 landen waaronder de Verenigde Staten, het Verenigd Koninkrijk, België, Nederland, Denemarken, Noorwegen, Zweden en Frans-Algerije schreven zich in. Er waren ook Duitse en Italiaanse ploegen aanwezig die bestonden uit atleten die hun land waren ontvlucht. Ook teams uit Joodse ballingen, de Elzas, Catalonië (het gastland), Galicië en Baskenland schreven zich in.
Net vóór de start van de spelen brak de Spaanse Burgeroorlog uit waardoor de manifestatie moest worden geannuleerd. Sommige atleten geraakten niet meer in Barcelona omwille van de gesloten grenzen. Anderen verlieten haastig Spanje. Ten minste 200 van hen bleven in Spanje en vochten mee aan de zijde van de Republikeinen.